# Spartaeus jaegeri
Spartaeus jaegeri là một loài nhện trong họ Salticidae.
Loài này thuộc chi Spartaeus. Spartaeus jaegeri được Dmitri Viktorovich Logunov & Azarkina miêu tả năm 2008.